# Track Condition

Eine Textmeldung (links unten), ein Symbol (gelb) unter der Tachoscheibe sowie Markierungen (gelb) in der Vorausschau kündigen dem Triebfahrzeugführer im Driver Machine Interface (DMI) an, in rund 700 m zu pfeifen. Ferner ist in knapp 2 km ein anstehender Schwungfahrabschnitt sichtbar, in dem der Stromabnehmer kurzzeitig gesenkt werden soll.

Als Track Condition (zu Deutsch etwa Streckenzustand) wird im europäischen Zugbeeinflussungssystem ETCS eine Funktion bezeichnet, die ein Triebfahrzeug bzw. den Triebfahrzeugführer über eine vor dem Zug liegende Beschaffenheit (condition) der Infrastruktur informiert.
Track Conditions können sich auf einen Bereich (mit definiertem Beginn und Ende) und einen Punkt beziehen. Dazu werden aus der Odometrie in der Regel die vordere sichere Zugspitze und das minimale sichere Zugende herangezogen. Track Conditions sollen dem Triebfahrzeugführer im Driver Machine Interface angezeigt werden, oftmals definierten Abläufen (procedures) folgend. Sie sollen zumeist auch an Umsysteme außerhalb von ETCS weitergegeben werden. Einige Track Conditions werden auch in der ETCS-Bremskurvenberechnung berücksichtigt.
Track Conditions werden über verschiedene Datenpakete von der Infrastruktur auf das Fahrzeug übertragen.

## Typen
In der aktuellen ETCS-Spezifikation (Baseline 3 Release 2) sind 14 derartige Eigenschaften enthalten:
- stromlose Abschnitte (powerless section), in denen der Stromabnehmer gesenkt werden soll
- stromlose Abschnitte, in denen der Hauptschalter ausgelegt werden soll
- Abschnitte, die luftdicht (air tightness) durchfahren werden sollen
- Pfeifen (sound horn)
- Bereiche, in denen nicht gehalten werden soll (non stopping area), beispielsweise in Bereichen mit Notbremsüberbrückung
- Bereiche, in denen im Tunnel gehalten werden kann (tunnel stopping area) (beispielsweise Multifunktionsstellen im Gotthard-Basistunnel)
- Wechsel des Traktionssystems (change of traction system) auf Mehrsystemfahrzeugen
- Änderung der Oberstrombegrenzung (change of allowed power consumption)
- Große Metallmassen (big metal masses), an denen Alarme bei Integritätsprüfungen der Balisenübertragung ignoriert werden
- Funklöcher (radio hole), in denen die Überwachung der sicheren Funkverbindung ausgesetzt wird, siehe Radio Hole
- Ausschalten der elektromotorischen Bremse (switch off regenerative brake)
- Ausschalten der Wirbelstrombremse für Betriebsbremsungen (switch off eddy current brake for service brake)
- Ausschalten der Wirbelstrombremse für Schnellbremsungen (switch off eddy current brake for emergency brake)
- Ausschalten der Magnetschienenbremse (switch off magnetic shoe brake)
- Lage von Bahnsteigbereichen (station platform), in denen Fahrgasttüren freigegeben werden (mit/ohne Schiebetritte, Ausstiegsseite, Bahnsteighöhe)

## Geschichte
Track Conditions waren eine neue Funktion, die auf Wunsch der Eisenbahnen in die im Jahr 2000 vorgelegte Class 1 – SRS-Version 2.0.0 aufgenommen wurden.
In der 2006 vorgelegten SRS-Version 2.3.0d waren elf Track Conditions enthalten. Darunter waren drei verschiedene Typen für Notbremsüberbrückungen (auf Brücken, in Tunneln, ohne Grund). Die Wirbelstrombremse konnte hingegen nur für Betriebs-, jedoch nicht für Schnellbremsungen gesperrt werden. Noch nicht enthalten waren Pfeifen, Oberstrombegrenzungen, Haltebereiche in Tunneln sowie Bahnsteigbereiche.
Vor der kommerziellen Inbetriebnahme der Schnellfahrstrecke Wendlingen–Ulm fiel 2022 auf, wie die Oberstrombegrenzung beim ETCS-Einstieg nicht wie vorgesehen angehoben wurde. Infolgedessen wurde eine entsprechende Track Condition „hinter“ den ETCS-Einstieg gelegt.
Im Gotthard-Basistunnel und auf der Neubaustrecke Mattstetten–Rothrist wurden 2023 vermehrt Ausfälle und Schäden an Oberleitungsanlagen während vorübergehender Schutzstrecken beobachtet. Diese werden vorübergehend eingerichtet, wenn aufgrund von Bauzuständen oder größeren Störungen die gleiche Phasenlage nicht mehr sichergestellt werden kann. Um zu verhindern, dass ein Zug mit Strombezug oder Rückspeisung in eine Schutzstrecke hineinfährt, ist der Hauptschalter auszuschalten. Die Signalisierung einer möglichen Schutzstrecke erfolgt per Blechtafel, der tatsächliche Zustand über das DMI. Da nur auf einem Teil der auf diesen Strecken verkehrenden Triebfahrzeuge, wie dem Giruno und der Baureihe 185, die Aus- und Einschaltung des Hauptschalters automatisch erfolgt, wurden Fehler in der Displayanzeige von ETCS oder Personalfehler vermutet.